# Adrienne Lecouvreur (obra teatral)
Adrienne Lecouvreur és una tragèdia francesa escrita per Ernest Legouvé i Eugène Scribe. Retrata la vida de la prominent actriu francesa del segle divuit Adrienne Lecouvreur i la seva mort misteriosa. Va ser produïda el 14 d'abril de 1849.

## Adaptacions
El 1902, l'obra va servir de base per al llibret de l'òpera Adriana Lecouvreur de Francesco Cilea i Arturo Colautti. Se n'han fet diverses versions cinematogràfiques com ara Somni d'Amor (1928) una pel·lícula americana protagonitzat per Joan Crawford, i Adrienne Lecouvreur (1938) una coproducció francoalemanya dirigida per Marcel L'Herbier i protagonitzada per Yvonne Printemps.